# Tobique
De Tobique is een rivier in het noordwesten van de Canadese provincie New Brunswick. De rivier ontspringt uit Nictau Lake in het Mount Carleton Provincial Park en stroomt 148 kilometer voordat ze uitmondt in de rivier Saint John bij Perth-Andover.
De rivier stroom overwegend in zuidwestelijke richting.
Ook is er een stuwdam aangelegd, de Tobique Narrows Dam. Deze dam werd gebouwd tussen 1951-1953 op ongeveer één kilometer voor de uitmonding.